# Conrad von Heiligenstein
Conrad von Heiligenstein (auch Konrad; * 8. September 1774 in Mannheim; 21. April 1849 ebenda) war ein deutscher Jurist und Astronom.

## Leben
Franziskus Conradus (Franz Conrad) von Heiligenstein wurde am 8. September 1774 in Mannheim geboren und laut Taufbuch der katholischen Stadtpfarrei Mannheim am 9. September 1774 ebenda getauft. Er war der Sohn des Franziskus Antonius (Franz Anton) von Heiligenstein (1738–1821) und der Clara von Heiligenstein, geb. Stengel. Taufpate war der Ratsherr Conradus Stengel. Am 8. September 1804 heiratete er Karoline Frohn (* 1784), Tochter des David Frohn aus Mannheim.
Heiligenstein ging zunächst um 1790 an die Universität Heidelberg zum Studium der Rechtswissenschaft. 1793 wechselte er an die Universität Göttingen. Vor 1800 wurde er Accessist am kurpfälzischen Hofgericht Mannheim. 1800 wurde seine Beförderung zum Rat aufgeschoben. Noch 1802 war er Accessist. Spätestens unter der Zeit der Herrschaft Badens und vor 1813 wurde er zum Hofgerichtsrat ernannt. Vor 1834 ging er in den Ruhestand.
Heiligenstein widmete sich außerdem der Astronomie. Er berechnete Ephemeriden und Elemente zu diversen Kometen und stellte zusammen mit dem Hofastronomen Friedrich Bernhard Gottfried Nicolai Beobachtungen zu Himmelsphänomenen bei Mannheim an. Dazu publizierte er in den Astronomischen Nachrichten. Er publizierte Aufsätze über eine Bessel’sche Gleichung des dritten Grades sowie über einen Beweis eines Gaußischen Verfahrens bei Reduktion der Circummeridianhöhen der Sonne.
Der Astronom und Mathematiker Anton von Heiligenstein war sein Sohn.